# Roman Rojévits
Roman Iúlievitx Rojévits (en rus: Роман Юльевич Рожевиц) (1882 - 1949) va ser un explorador i botànic rus.
La seva col·lecció botànica es troba a l'"Institut d'Herbari de Plantes Industrials" N. I. Vavílov
Ha donat nom a diverses espècies del gènere Stipa (poàcia) 
La seva signatura abreujada com a botànic és Roshev.

## Algunes publicacions
- 1947. Monographie of the genus Secale L.  Acta Instituti Bolanzci Academiae Scientiarum.